# Great Hampden
Great Hampden är en by i civil parish Great and Little Hampden, i kommunen Buckinghamshire, i England. Byn är belägen 12 km från Aylesbury. Great Hampden var en civil parish fram till 1885 när blev den en del av Great & Little Hampden. Civil parish hade 255 invånare år 1881.